# Hylopezus macularius
A Hylopezus macularius a madarak osztályának verébalakúak (Passeriformes) rendjébe és a hangyászpittafélék (Grallariidae) családjába családjába tartozó  faj.

## Rendszerezése
A fajt Coenraad Jacob Temminck holland zoológus írta le 1823-ban, a Pitta nembe Pitta macularia néven.

## Alfajai
- Hylopezus macularius dilutus (Hellmayr, 1910),[2]  vagy önálló faj, Hylopezus dilutus néven[1]
- Hylopezus macularius macularius (Temminck, 1830)
- Hylopezus macularius paraensis (E. Snethlage, 1910),[2]  vagy önálló faj, Hylopezus paraensis néven[1]

## Előfordulása
Bolívia, Brazília, Ecuador, Francia Guyana, Guyana, Kolumbia, Peru, Suriname és Venezuela területen honos. Természetes élőhelyei a szubtrópusi és trópusi síkvidéki esőerdők sűrű aljnövényzete, folyók és patakok közelében. Állandó nem vonuló faj.

## Megjelenése
Testhossza 14 centiméter.

## Természetvédelmi helyzete
Az elterjedési területe rendkívül nagy, egyedszáma pedig stabil. A Természetvédelmi Világszövetség Vörös listáján nem fenyegetett fajként szerepel.